# UMC Green CPU
UMC Green CPU — семейство микропроцессоров семейства 80486 производства компании United Microelectronics Corporation (UMC). Эти процессоры были функциональными аналогами Intel 80486. Производились в начале 1990-х годов.

## Конфликт с Intel
Корпорация Intel утверждала, что UMC нарушала патенты, используя часть микрокода Intel в своих процессорах. На продажу Green CPU в США был наложен судебный запрет, поэтому на эти процессоры стали наносить маркировку, предупреждающую об этом ограничении.

## Маркировка и модели
| Семейство процессоров | Совместимость | Разводка                  | Разводка                  | Разводка | Разводка | Напряжение | Напряжение |
| --------------------- | ------------- | ------------------------- | ------------------------- | -------- | -------- | ---------- | ---------- |
| U5                    | S             | ничего                    | D                         | F        | X        | ничего     | LV         |
| UMC Green CPU         | с 486SX       | CPGA, совместимая с 486SX | CPGA, совместимая с 486DX | LQFP     | PQFP     | 5 В        | 3,3 В      |

Соответственно, существовали следующие модели процессоров этого семейства:

| - U5S - U5SD | - U5SF - U5SLV | - U5SX - U5FLV |

Некоторые модели UMC Green CPU
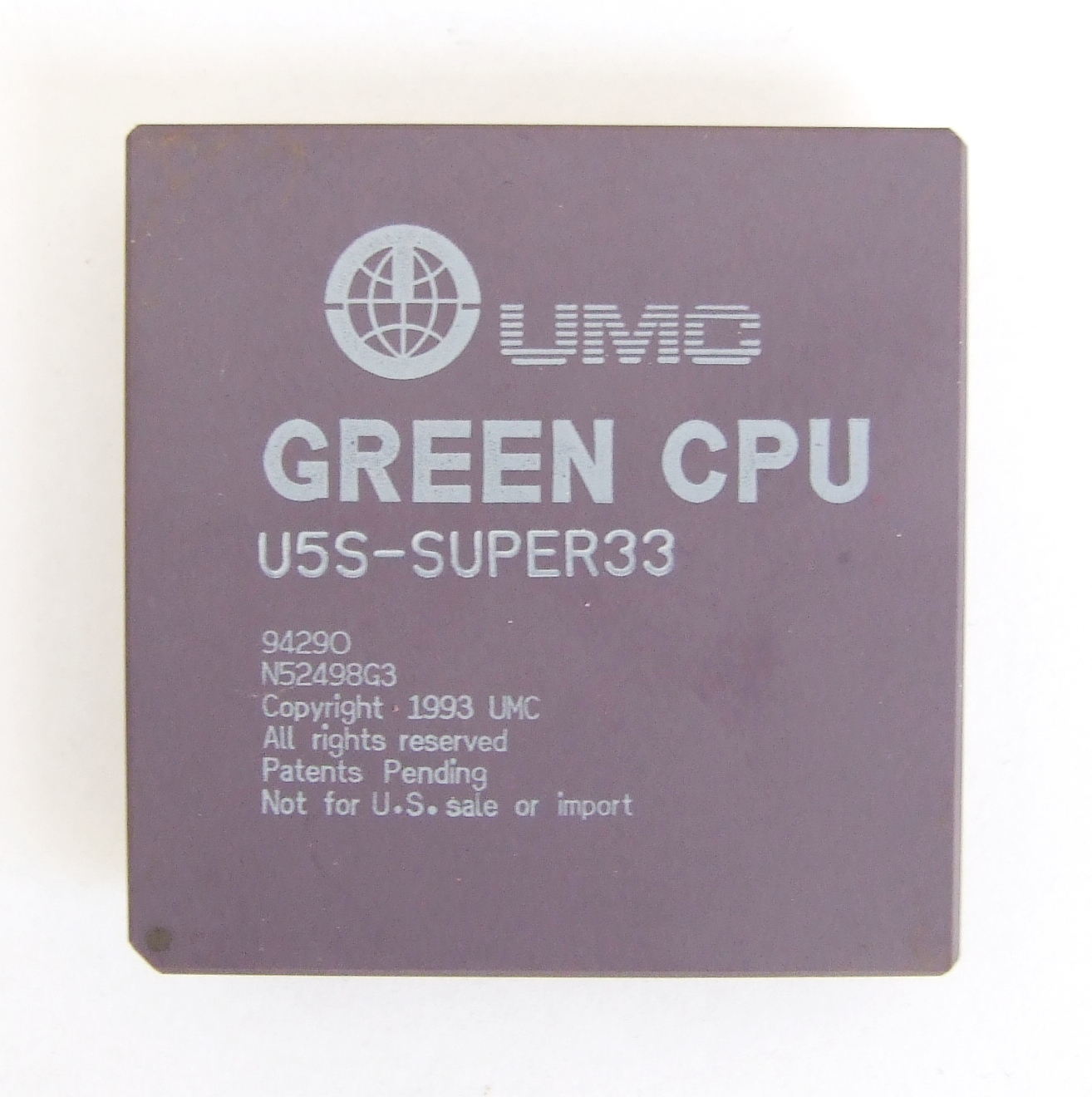
U5S-SUPER33
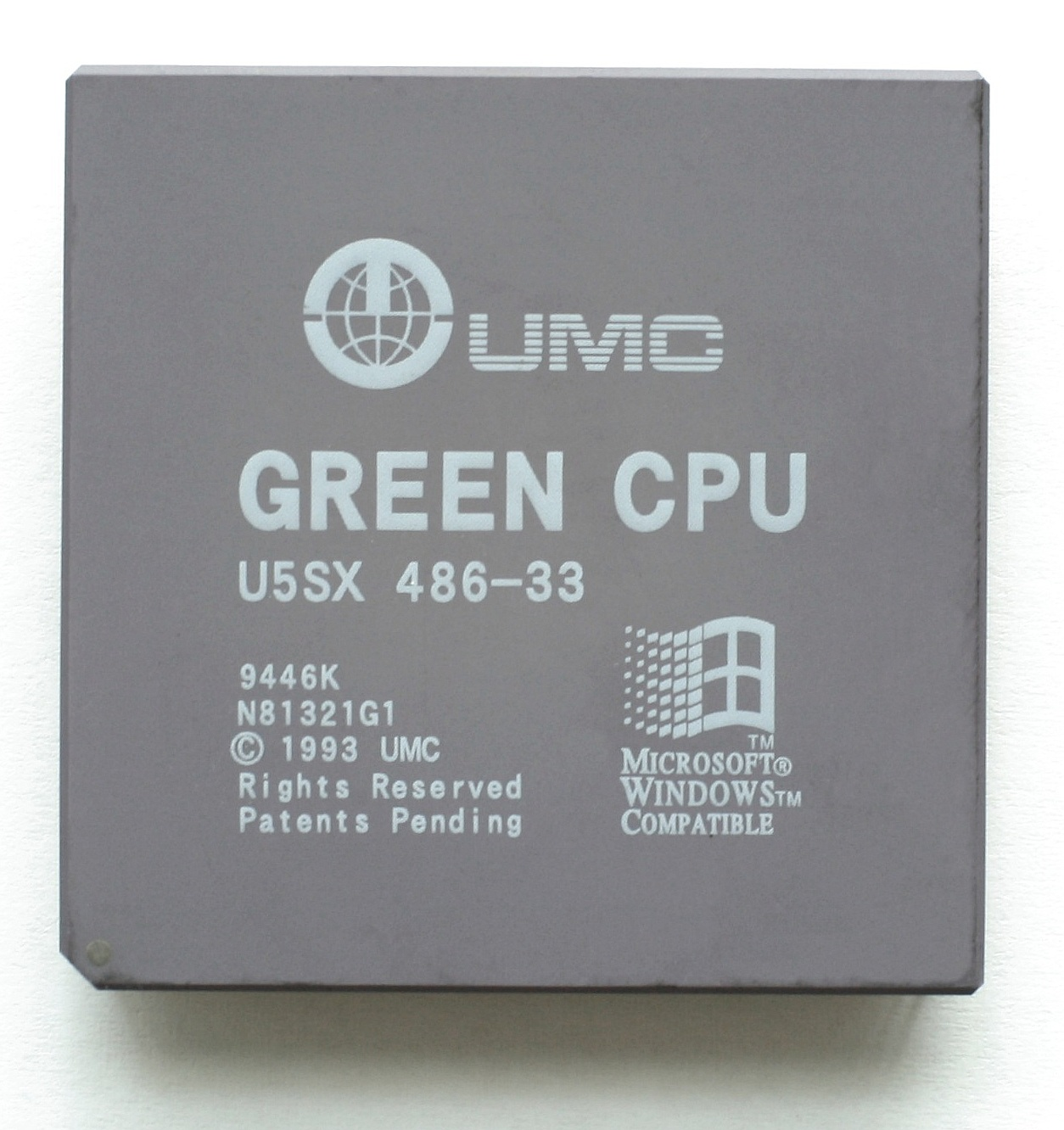
U5SX 486-33
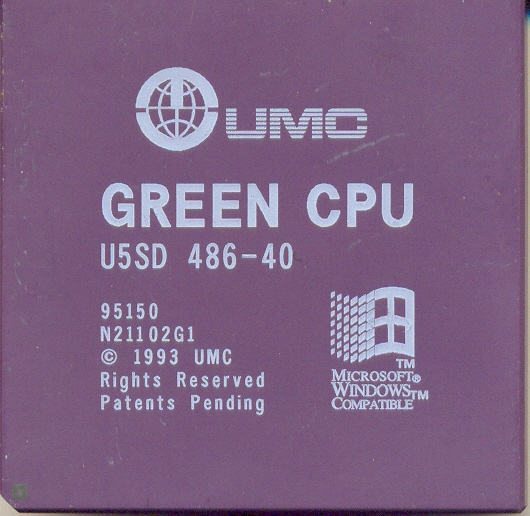
U5SD 486-40

## Ошибки аппаратного обеспечения
Из-за ошибок в микрокоде процессора U5SX 486-33F Windows 98 «видела» его как Pentium MMX, что приводило к зависанию программ и игр.
Процессор U5SD 486-40 при установке Windows 98SE изначально выдает себя как i386, что затрудняет установку на компьютер с этим процессором.